# Aediodina quaternalis
Aediodina quaternalis är en fjärilsart som beskrevs av Lederer 1863. Aediodina quaternalis ingår i släktet Aediodina och familjen Crambidae. Inga underarter finns listade i Catalogue of Life.